# Ewald Ritter
Ewald Ritter (* 24. Jänner 1953 in Markt Allhau) ist ein österreichischer Politiker (SPÖ) und Lehrer. Ritter war von 1998 bis 2005 Abgeordneter zum Burgenländischen Landtag.

## Ausbildung und Beruf
Ritter wurde als Sohn des Maurers Josef Ritter aus Markt Allhau geboren. Er besuchte die örtliche Volks- und Hauptschule und danach das Musischpädagogische Bundesrealgymnasium in Hartberg, an dem er 1971 maturierte. Er besuchte in der Folge die Pädagogische Akademie in Graz und legte 1973 die Prüfung für das Lehramt für Volksschulen ab. Ritter arbeitete danach als Volksschullehrer in Oberwart und Grodnau sowie am Polytechnischen Lehrgang in Oberwart. Ritter studierte parallel Psychologie und Pädagogik und schloss sein Studium 1993 mit dem akademischen Grad  Dr. phil. ab. Er war daraufhin von 1993 bis 2000 wissenschaftlicher Betreuer für Integrationsschulversuche.

## Politik
Ritter war ab 1992 Gemeinderat in Markt Allhau und ab 1995 Vizebürgermeister. Er wurde am 27. Jänner 1998 als Abgeordneter zum Burgenländischen Landtag angelobt, dem er bis zum 25. Oktober 2005 angehörte. Ritter war Sozialsprecher des SPÖ-Landtagsklubs.